# Woiwodschap Gorzów

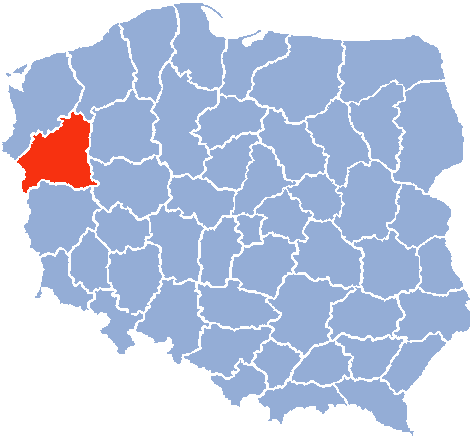
Gorzów Wielkopolski woiwodschap

Gorzów (Pools: województwo gorzowskie) was een woiwodschap in Polen van 1975 tot 1998. De hoofdstad van de woiwodschap was Gorzów Wielkopolski.
Sinds 1 januari 1999 vormen Gorzów Wielkopolski en de woiwodschap Zielona Góra samen de nieuwe woiwodschap Lubusz.